# Abdoulaye Sekou Sampil
Abdoulaye Sekou Sampil (9 december 1984) is een Franse voetballer die onder contract staat bij Waasland-Beveren. 
Sampil begon zijn carrière bij FC Souchaux uit Frankrijk. Daarna speelde hij nog Carpi, Châteauroux (beide Frankrijk) en Oudenaarden. In het seizoen 2007/2008 speelde hij voor Cappellen FC in België. In 30 wedstrijden tekende Sampil voor 18 doelpunten. FC Eindhoven wilde de spits graag overnemen en contracteerde de Fransman. De club kon echter geen beroep doen op de spits omdat zijn vorige werkgever, Cappellen FC, hem niet vrijgaf. De Belgen wilden geld zien, omdat de aanvaller zijn contract eenzijdig zou hebben opgezegd. Uiteindelijk kwam de spits in de winterstop transfervrij over naar FC Eindhoven. Sampils verblijf werd echter geen succes en het contract werd na een half seizoen alweer ontbonden.
Sampil vond in Red Star Waasland een nieuwe ploeg.

## Carrière
| Seizoen | Club              | Wedstrijden | Doelpunten | Competitie           |
| ------- | ----------------- | ----------- | ---------- | -------------------- |
| 2005/06 | KSV Oudenaarde    | -           | -          | Derde Klasse België  |
| 2006/07 | KSV Oudenaarde    | -           | -          | Derde Klasse België  |
| 2007/08 | Cappellen FC      | 30          | 18         | Derde Klasse België  |
| 2008/09 | FC Eindhoven      | 5           | 0          | Eerste Divisie       |
| 2009/10 | Red Star Waasland | -           | -          | Tweede Klasse België |
| 2010/11 | Waasland-Beveren  | -           | -          | Tweede Klasse België |
| Totaal  |                   | 35          | 18         |                      |